# Banu Hud

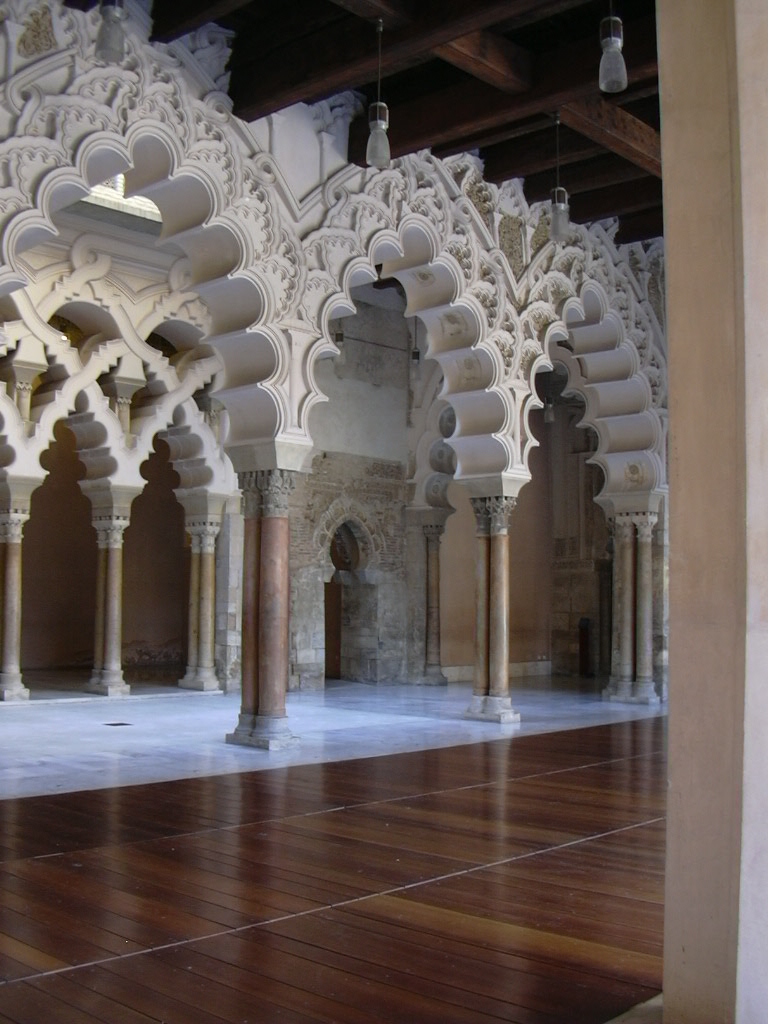
Interno del castello dell'Aljafería, costruito sotto il regno di Abū Jaʿfar Aḥmad, detto al-Muqtadir bi-llāh.

Banū Hūd, lett. "figli di Hūd" (in arabo ﺑﻨﻮ ﻫﻮﺩ‎?) o Hudidi, fu una famiglia araba/islamica di al-Andalus che nell'XI secolo governò la taifa di Saragozza (in arabo سرقسطة‎?, durante il periodo dei cosiddetti Reinos de taifas (Mulūk al-ṭawāʾif).
Il nome Hūd è il nome che i musulmani danno al profeta che sarebbe stato inviato da Dio al popolo preislamico arabo degli ʿĀd. L'eponimo dei B. Hūd storici, secondo una leggenda riportata da Ibn Khaldun, sarebbe stato il primo a entrare in al-Andalus e a insediarvisi stabilmente ai primi dell'VIII secolo.